# Pretekst 2
Pretekst 2 – drugi solowy album polskiego rapera Nizioła, którego premiera odbyła się 27 maja 2016 roku. Wydawnictwo ukazało się nakładem niezależnej wytwórni płytowej Banita Records w dystrybucji Step Records.
Album zadebiutował na 12. miejscu polskiej listy sprzedaży OLiS i uzyskał status złotej płyty.

## Lista utworów
1. „Dziękuję” (gości. Jav Zavari)
2. „Miej swój rozum” (gości. Bonus RPK)
3. „Akcja weryfikacja” (gości. Popek)
4. „Korzenie” (gości. Szajka)
5. „Wielka Polska” (gości. Wuem Enceha, Kruku)
6. „Jest jak jest”
7. „Z motyką na słońce” (gości. TPS)
8. „Za dzieciaka”
9. „Jak nie my to kto” (gości. Popek, Kaczy, Murzyn ZDR)
10. „Pretekst”
11. „Zagranica”
12. „Ej dziewucha” (gości. Dawidzior, Rufuz)
13. „Nieważne gdzie” (gości. Żaba, Kafar)
14. „Na głodnego” (gości. Wola, Gruber, Kotzi, HDS)
15. „Presja” (gości. Chińczyk)
16. „Inspiracja”
17. „Jak nie my to kto (Remix)” (gości. Popek, Kaczy, Murzyn ZDR)